# Heinrich Georg Knipp
He(i)nrich Georg Knipp (* 8. Juni 1763 (Taufe) in Fürstenberg; † 18. September 1842 ebenda) war ein deutscher Bürgermeister und Politiker.

## Leben
Knipp war der Sohn Schuhmachermeisters Johann Hermann Gebhard Knipp (* 29. Mai 1734 in Fürstenberg; † vor 1811) und dessen Ehefrau Elisabeth Margaretha Schaaf (* 20. Mai 1743 in Fürstenberg; † 24. Juni 1811 ebenda). Er war evangelisch und heiratete am 22. April 1785 in Fürstenberg Catharina Maria Kunhenn (* 6. März 1758 (Taufe) in Fürstenberg; † 5. Februar 1830 ebenda), die Tochter des Bürgermeisters Johann Jost Kunhenn und der Anna Magdalena Huhn. Der Schwager Johann Franz Conrad Schaaf (1758–1821) wurde ebenfalls Landstand.
Knipp war (1807) Pfennigmeister und 1821/22 Kirchenprovisor in Fürstenberg. Bis 1842 amtierte er auch als Bürgermeister der Stadt Fürstenberg. Als solcher war er von (Herbst) 1816 bis (Herbst) 1817 Mitglied des Landstandes des Fürstentums Waldeck.